# المعهد العالي للإعلامية والملتيميديا بصفاقس
المعهد العالي للإعلامية والملتيميديا بصفاقس هي إحدى المؤسسات العليا التابعة لجامعة صفاقس، ويوجد مقره بالقطب التكنولوجي بساقية الزيت وقد أنشئ بمقتضى الأمر المؤرخ في 14 أوت 2001، وهو متخصص في ميدان الإعلامية والملتيميديا.

## أرقام
- طبقا لأرقام 2007 -2008 يدرس بالمعهد 1283 طالبا من بينهم 622 طالبة. وخلال العام الدراسي 2008-209 يدرس بالسنة الأولى: 742 طالبا.
- أما بالنسبة للإطار التدريسي فيوجد بالمعهد خلال العام الدراسي 2008-2009: 140 مدرس من بينهم 97 قارا يتوزعون كما يلي: أستاذ واحد، أستاذ محاضر واحد، 33 أستاذ مساعد، 62 مساعد. بالإضافة إلى 10 من أساتذة التعليم الثانوي الملحقين.

## الاختصاصات
يعطي المعهد الطلبة تكوينا أساسيا للحصول على الشهادات التالية:
- الأستاذية في إعلامية التصرف والتجارة الإلكترونية
- الأستاذية في الإعلامية والنظم والملتيميديا
- الإجازة الأساسية في الإعلامية والملتيميديا
- فني الملتيميديا والواب
- فني في صيانة النظم الإعلامية
- الإجازة التطبيقية في الإعلامية: تكنولوجيا المعلوماتية والملتيميديا
- الإجازة التطبيقية في الإعلامية: صيانة النظم المعلوماتية.
- هندسة الإعلامية وتكنولوجيات الواب والملتيميديا
- الماستير المهني في التجارة الإلكترونية
- ماستير البحث في الإعلامية والملتيميديا

## وصلة خارجية
- موقع المعهد العالي للإعلامية والملتيميديا.